# Nyssocarinus vittatus
Nyssocarinus vittatus là một loài bọ cánh cứng trong họ Cerambycidae.